# Ochrosia miana
Ochrosia miana är en oleanderväxtart som beskrevs av Henri Ernest Baillon och André Guillaumin. Ochrosia miana ingår i släktet Ochrosia och familjen oleanderväxter. Inga underarter finns listade i Catalogue of Life.